# Lebbeke
Lebbeke est une commune néerlandophone de Belgique dans le Denderstreek située en Région flamande, dans la province de Flandre-Orientale. Ce village est situé dans la vallée de la Dendre. Beaucoup d'habitants travaillent à Bruxelles, à Alost ou à Termonde.

## Sections de la commune
| # | Section     | Superf. (km²) | Habitants (2020) | Habitants par km² | Code INS |
| - | ----------- | ------------- | ---------------- | ----------------- | -------- |
| 1 | Lebbeke     | 15,71         | 14.665           | 933               | 42011A   |
| 2 | Wieze       | 5,56          | 2.715            | 489               | 42011B   |
| 3 | Denderbelle | 6,04          | 2.158            | 358               | 42011C   |

## Histoire
Le 4 septembre août 1914, l'armée impériale allemande exécute 29 civils lors des atrocités allemandes commises au début de l'invasion.L'unité mise en cause est la 18e DIR- Division d'Infanterie de Réserve-.

## Héraldique
|  | La commune possède des armoiries qui lui ont été octroyées le 13 octobre 1819 et à nouveau le 2 février 1982. Elles sont basées sur le sceau du village datant de 1780 qui montre Sainte Marie, la patronne locale, avec Jésus. Les couleurs sont les couleurs nationales néerlandaises. Comme en 1813 le maire a introduit la demande sans indiquer les couleurs, les armoiries ont donc été attribuées aux couleurs nationales. Lorsque les armoiries ont été confirmées en 1982, les couleurs n'ont pas été changées. Blasonnement : D'azur à une Notre-Dame debout couronnée, portant l'enfant Jésus de la sénestre et un sceptre de la dextre, le tout d'or. Source du blasonnement : Heraldy of the World. |

## Démographie

### Évolution démographique: Avant la fusion des communes
- Sources : INS, Rem. : 1831 jusqu'en 1970 = recensements, 1976 = nombre d'habitants au 31 décembre[4].

### Évolution démographique de la commune fusionnée
Graphe de l'évolution de la population de la commune. Les données ci-après intègrent les anciennes communes dans les données avant la fusion en 1977.
- Source : DGS - Remarque: 1831 jusqu'à 1981=recensement; depuis 1990=nombre d'habitants chaque 1er janvier[5]

## Personnalités
- Jacques Van de Velde (1795-1855), missionnaire jésuite et évêque de Chicago puis de Natchez, aux États-Unis, est né à Lebbeke.
- Johan De Mol, homme politique socialiste, est né à Lebbeke en 1949.
- Armand Du Bois, homme politique catholique, fut bourgmestre de Lebbeke et sénateur.
- Jean-Marie Pfaff, footballeur (gardien de but), est né à Lebbeke en 1953.
- Raymond Mommens, footballeur (milieu), est né à Lebbeke en 1958.

## Sport
Le handball est un sport assez populaire dans la région et Lebbeke devient très vite une terre de handball en Belgique. Effectivement, la commune fut marquée par le passage de nombreux clubs qui ont évolué à haut niveau tel que le SK Avanti Lebbeke, l'HBC Ajax Lebbeke, le HBC Brabo Denderbelle, l'Elita Lebbeke, le Squadra Femina Lebbeke ou encore le SK Avanti Femina Lebbeke.
Dans les autres sports, on peut citer le FC Lebbeke qui est issu de la fusion du Rapide Club Lebbeke et le KSK Lebbeke. 

### Clubs
- Handball
  - SK Avanti Lebbeke : Disparu en 1989, 2 fois Champion de Belgique et 3 Coupe de Belgique. Autrefois également nommé Elita Lebbeke, Boule d'Or Lebbeke, SK Avanti Buggenhout (à cause du déménagement à Buggenhout).
  - SK Avanti Femina Lebbeke : Disparu en 1990, 2 fois Champion de Belgique. Autrefois également nommé SK Avanti Nopri Lebbeke
  - HBC Ajax Lebbeke : Disparu en 2003, Vice-champion de Belgique.
  - Squadra Femina Lebbeke : Disparu en 1995.
  - HBC Brabo Denderbelle : En activité, situé à Denderbelle, village de Lebbeke.
  - Elita Lebbeke-Buggenhout : En activité, situé à Lebbeke et à Buggenhout.
- Football
  - KSK Lebbeke : Fondé en 1942, le club disparut en 2016 à la suite d'une fusion avec son voisin et rival du Rapide Club Lebbeke
  - FC Lebbeke : Fondé en 1977 sous le nom de Rapide Club Lebbeke, il se renomme 2016 FC Lebbeke à la suite de la fusion avec son voisin et rival du KSK Lebbeke
- Athlétisme : Koninklijke Atletiekclub Lebbeke (nl)
- Volley-ball : Moratex Lebbeke

## Galerie

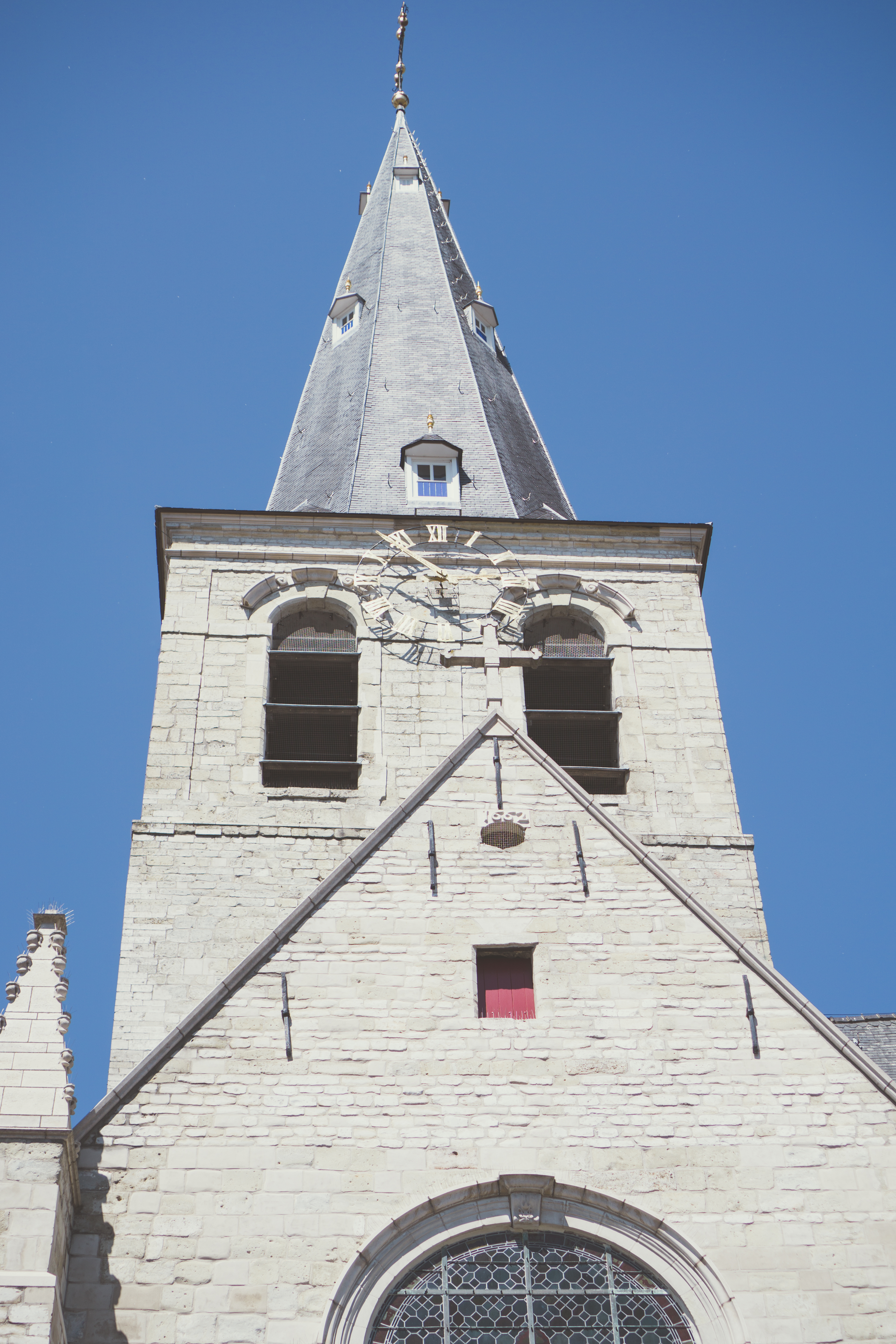
Clocher de l'église de Lebbeke
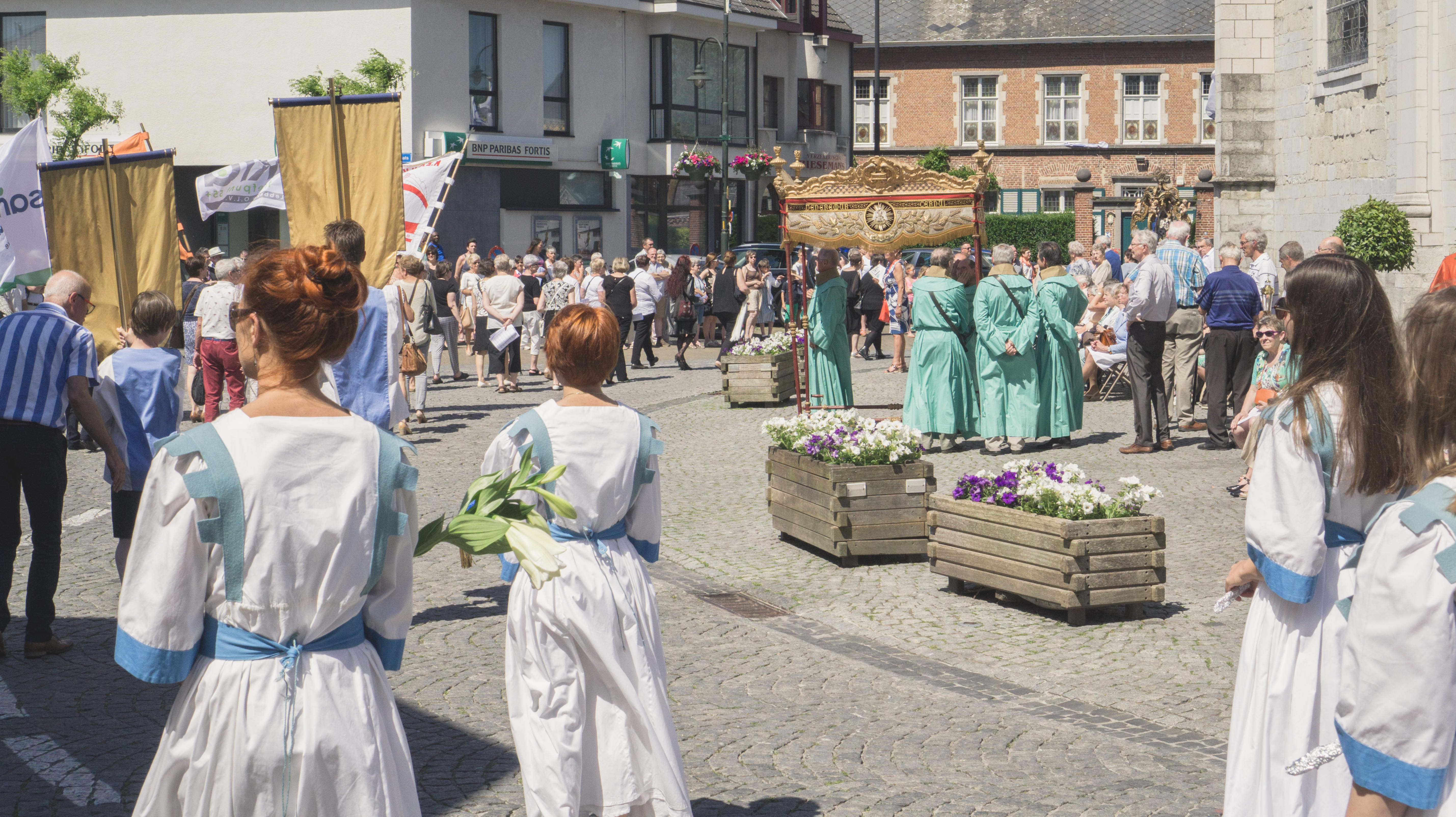
Début de la procession à la grand place de Lebbeke
Panoramique de la grande place de Lebbeke avec l'église et l'hôtel de ville lors de l'arrivée de la procession